# エメン (オランダ)
エメン（オランダ語: Emmen [ˈɛmən] ( 音声ファイル)）は、オランダ東部ドレンテ州の基礎自治体（ヘメーンテ）。アウデ・マース川と交わるニューウェ・マース川/ニューウェ水路 の北側の堆積地に位置している。

## 歴史
エメンは、中世からドレンテ州に点在していた数多くの小規模農業や泥炭を生産していた共同体に起源を持つ。それらの共同体の Westenesch、Noordbarge、Zuidbargeといった複数の村の形態は、現在でも見られる。それぞれの村がそれぞれの歴史や街の形を持つが、現在はエメンの郊外及び中心部の中に取り囲まれている。第二次世界大戦終結後まで、街は発展しなかった。その後、エメン旧市街の周囲に郊外が造られた。街の中に歴史的な史跡や建造物はほとんど残っていないが、マルクト広場には中世に建てられた教会があり、20世紀初頭に建てられた裁判所や郵便局がある。

## スポーツ
- FCエメン - サッカークラブ